# Secamone urceolata
Secamone urceolata är en oleanderväxtart som beskrevs av J. Klackenberg. Secamone urceolata ingår i släktet Secamone och familjen oleanderväxter. Inga underarter finns listade i Catalogue of Life.